# Chetro & Co.
Chetro & Co. è stato un gruppo musicale rock psichedelico di Roma, fondato nel 1967,  tra i primi in Italia a dedicarsi alla psichedelia insieme a Le Stelle di Mario Schifano.

## Storia del gruppo
Pur essendo un duo, formato da Ettore De Carolis e Gianfranco Coletta, i Chetro & Co. collaboravano per la parte ritmica con il batterista jazz Gegè Munari e il bassista Gianni Ripani.
Il duo fu assistito dal regista Pier Paolo Pasolini, i cui versi (da una poesia chiamata Notturno) vennero usati come testi per Danze della sera, considerato tra i migliori singoli psichedelici mai realizzati in Italia.
Nella registrazione De Carolis usa la violaccia, uno strumento di sua invenzione, ad arco, con 6 o 10 corde (l'aspetto ricorda quello di una ghironda), mentre nel brano sul lato B, Le pietre numerate, vi è una sezione di ance doppie (un oboe, un corno inglese e un heckelphon).

## Formazione
- Ettore De Carolis - chitarra 12 corde e violaccia
- Gianfranco Coletta - chitarra, voce

Turnisti
- Gianni Ripani - basso
- Gegè Munari - batteria

## Discografia

### 45 giri
- 1968 - Danze della sera (suite in modo psichedelico)/Le pietre numerate (Parade PRC 5053)

### Partecipazioni a compilation
- 1993 - Fiori e colori del beat psichedelico, Meccano